# Viera West
Viera West – jednostka osadnicza w Stanach Zjednoczonych, w stanie Floryda, w hrabstwie Brevard.